# Johann Rupert
Pour les articles homonymes, voir Rupert.
Johann Peter Rupert est un homme d'affaires sud-africain, né à Stellenbosch le 1er juin 1950.

## Biographie
Aîné des enfants du magnat Anton Rupert, il est le président des sociétés du luxe Richemont basée en Suisse, et ce, depuis le 1er avril 2010 après que l'annonce en a été faite en novembre 2009, et Remgro (en) en Afrique du Sud. Sa fortune propre associée à celle de sa famille est estimée à 7,7 milliards de dollars en septembre 2013 et Forbes le classe comme l'une des cinq plus grosses fortunes d'Afrique du Sud. Rupert et sa famille ont été classés au deuxième rang des plus riches d'Afrique du Sud sur la liste Forbes 2021, avec une valeur nette estimée à 7,1 milliards de dollars américains. Bloomberg estime sa fortune et celle de sa famille à 14,3 millards de dollars en 2024.